# Ateritz
Ateritz è una frazione della città tedesca di Kemberg, nel Land della Sassonia-Anhalt.

## Geografia antropica
La frazione di Ateritz comprende le località di Lubast e di Gommlo.